# Live from the Atlantic Studios
| 평가 점수 | 평가 점수 |
| 출처      | 점수      |
| --------- | --------- |
| Allmusic  | [ 1 ]     |

《Live from the Atlantic Studios》는 《Bonfire》 박스 세트에서 발매된 오스트레일리아의 하드 록 밴드 AC/DC의 라이브 음반이다. 이 음반은 1977년 12월 7일, 뉴욕의 애틀랜틱 레코딩 스튜디오에서 라이브로 녹음되었으며, 모든 트랙은 조지 영에 의해 리믹스되었다. 이것은 애틀랜틱 레코드의 공식 라디오 방송국/프로모션 발매였다. 1978년 LP로 처음 발매되었고, 이후 CD로 발매되었다. AC/DC의 공연은 애틀랜틱 레코드의 일련의 홍보 콘서트 이벤트 중 첫 번째 공연이었다. CD 버전은 1997년 《Bonfire》 콜렉션의 일부로 공식적으로 팬들에게 공개되었다. 그 이전에 이 음반은 AC/DC 팬들 사이에서 널리 해적판이 되었다.
이 음반은 《Bonfire》의 두 라이브 음반 중 하나이며, 다른 음반은 《Let There Be Rock: The Movie – Live in Paris》이다. 두 음반 모두 AC/DC 희귀성 박스 세트에 포함된 세 개의 라이브 음반 중 두 개이며, 다른 음반은 《Backtracks》의 《Live Rarities》이다.

## 다른 정보
음반의 CD 버전에서는 1997년 이전에 〈Live Wire〉의 시작과 〈Rocker〉의 끝이 마스터 테이프에서 지워져 바이닐 레코드의 짧은 부분으로 대체되어야 한다고 소책자에 명시되어 있다. 이 음반은 미국의 라디오 방송국에만 제공되었기 때문에 이 작업은 어려운 것으로 판명되었다. 바이닐 소스가 리마스터 테이프로 전환되는 두 곡 모두 약간의 편집이 가능하다.

## 곡 목록
모든 곡들은 앵거스 영과 맬컴 영 그리고 본 스콧에 의해 작사/작곡하였다.
| #  | 제목                             | 재생 시간 |
| -- | -------------------------------- | --------- |
| 1. | 〈Live Wire〉                    | 6:20      |
| 2. | 〈Problem Child〉                | 4:44      |
| 3. | 〈High Voltage〉                 | 6:01      |
| 4. | 〈Hell Ain't a Bad Place to Be〉 | 4:18      |
| 5. | 〈Dog Eat Dog〉                  | 4:46      |

| #  | 제목                  | 재생 시간 |
| -- | --------------------- | --------- |
| 1. | 〈The Jack〉          | 8:41      |
| 2. | 〈Whole Lotta Rosie〉 | 5:15      |
| 3. | 〈Rocker〉            | 5:33      |